# Neoennearthron sakaii
Neoennearthron sakaii es una especie de coleóptero de la familia Ciidae.

## Distribución geográfica
Habita en las Filipinas.